# Страшный суд (фильм, 1961)
«Страшный суд» (итал. Il giudizio universale, фр. Le jugement dernier) — совместная франко-итальянская частично цветная комедия режиссёра Витторио Де Сика по произведению Чезаре Дзаваттини. Фильм снят на итальянском языке. Премьера картины состоялась 26 октября 1961 году в Италии. Фильм не был принят критиками и зрителями.

## Сюжет
Великий дуэт Витторио Де Сики и Чезаре Дзаваттини представляет непостижимое, сюрреалистичное видение людских страхов в волшебной смеси ужаса и радости. Цвет и его отсутствие, надежда и безысходность представлены звёздным составом актёров в связанной цепочке эпизодов.
С небес звучит призывный глас, говорящий жителям Неаполя: скоро настанет день Страшного суда и каждому воздастся по его заслугам. Все реагируют на это по-разному. Кто-то пытается очистить разум, другие ищут смысл жизни, третьи проклинают себя за совершённые грехи, некоторые клянутся исправиться, соблюдая библейские заповеди.
Но страшная дата проходит — и ничего не происходит. И жизнь каждого возвращается на круги своя.

## В ролях
- Альберто Сорди — продавец детей
- Витторио Гассман — Чимино
- Анук Эме — Ирен, жена Джорджо
- Фернандель — вдовец
- Нино Манфреди — официант
- Сильвана Мангано — синьора Маттеоне
- Паоло Стоппа — Джорджо
- Ренато Рашель — Коппола
- Мелина Меркури — иностранка
- Джек Пэланс — синьор Маттеоне
- Лино Вентура — отец Джованны
- Витторио Де Сика — адвокат
- Джимми Дуранте — мужчина с большим носом
- Эрнест Боргнайн — вор-карманник
- Элеонора Браун — Джованна
- Аким Тамиров — режиссёр
- Мариса Мерлини

## Съёмочная группа
- Режиссёр-постановщик: Витторио Де Сика
- Сценарист: Чезаре Дзаваттини
- Продюсер: Дино Де Лаурентис
- Оператор-постановщик: Габор Погани
- Композитор: Алессандро Чиконьини
- Художники-постановщики: Элио Констанци, Паскуале Романо
- Монтажёры: Мариса Летти, Адриана Новелли
- Художники по костюмам: Элио Констанци, Джулия Мафаи
- Гримёры: Джузеппе Аннунциата, Рон Беркели, Алессандро Якопони,
- Звукорежиссёр: Бьяджо Фьорелли
- Спецэффекты: Джузеппе Металли
- Дирижёр: Франко Феррара
- Хореограф: Уго Дель’Аца

## Номинации
1961 — Венецианский кинофестиваль: номинация на «Золотого льва» — Витторио Де Сика.